# Onthophagus peninsularis
Onthophagus peninsularis là một loài bọ cánh cứng trong họ Bọ hung (Scarabaeidae).